# Список прапорів Куби

## Національний прапор
| Прапор | Дата         | використання | опис |
| ------ | ------------ | ------------ | --- |
|        | 1902-дотепер | Прапор Куби  | П'ять горизонтальних смуг бірюзово-блакитного кольору чергуються з білими з червоним рівностороннім трикутником, що базується на стороні підйому, з білою п'ятикутною зіркою в центрі. |

## Урядові прапори
| Прапор | Дата         | використання                                | опис |
| ------ | ------------ | ------------------------------------------- | ---- |
|        | 1959-дотепер | Прапор президента Куби                      |      |
|        | 1959-дотепер | Прапор президента Куби (головнокомандувача) |      |
|        | 1929-1959    | Прапор президента Куби                      |      |
|        | 1909-1929    | Прапор президента Куби                      |      |
|        | 1909-1929    | Прапор президента Куби (на плаву)           |      |

## Військові прапори

### Військово-морські прапори
| Прапор | Дата | використання                                     | опис |
| ------ | ---- | ------------------------------------------------ | ---- |
|        |      | Прапор Головнокомандуючого Революційним флотом   |      |
|        |      | Прапор заступника начальника Революційного флоту |      |
|        |      | Прапор командира військово-морської бази         |      |
|        |      | Прапор командира ескадрильї                      |      |
|        |      | Топовий вимпел                                   |      |
|        |      | Гюйс                                             |      |

### Рангові прапорці
| Прапор | Дата | використання                                              | опис |
| ------ | ---- | --------------------------------------------------------- | ---- |
|        |      | Прапор першого заступника міністра                        |      |
|        |      | Прапор міністра революційних збройних сил                 |      |
|        |      | Прапор заступника міністра, начальника Генерального штабу |      |
|        |      | Прапор головнокомандувача армії                           |      |
|        |      | Прапор президента Куби (головнокомандувача)               |      |

## Місцеві прапори

### Прапори муніципалітетів
| Прапор | Дата | використання             | опис  |
| ------ | ---- | ------------------------ | ----- |
|        |      | Прапор міста Гавана      | [ 2 ] |
|        |      | Прапор Ківікана          |       |
|        |      | Прапор Санта-Клари       | [ 3 ] |
|        |      | Прапор Сьєнфуегос        |       |
|        |      | Прапор Куманаягуа        | [ 4 ] |
|        |      | Прапор Баямо і Яра       | [ 5 ] |
|        |      | Прапор Джагуей Гранде    |       |
|        |      | Прапор Сьєнага-де-Сапата | [ 6 ] |
|        |      | Прапор Крусеса           | [ 7 ] |
|        |      | Прапор Ранчуело          |       |
|        |      | Прапор Гуанабакоа        | [ 8 ] |
|        |      | Прапор Кайміто           | [ 9 ] |
|        |      | Прапор Тринідаду         |       |
|        |      | Прапор Сантьяго де Куба  |       |

### Історичні місцеві прапори
| Прапор | Дата      | використання                                       | опис   |
| ------ | --------- | -------------------------------------------------- | ------ |
|        | 1976-2010 | Прапор провінції Ла Гавана (1976–2010)             |        |
|        | 1845      | Прапор морської провінції Тринідад                 |        |
|        | 1845      | Прапор морської провінції Гавана                   | [ 10 ] |
|        | 1845      | Прапор морської провінції Сан-Хуан-де-лос-Ремедіос | [ 11 ] |
|        | 1845      | Прапор морської провінції Сантьяго-де-Куба         | [ 12 ] |
|        | 1845 рік  | Прапор морської провінції Нуевітас                 | [ 13 ] |
|        | 1885 рік  | Прапор морської провінції Сьєнфуегос               | [ 14 ] |
|        | 1885 рік  | Прапор морської провінції Сагуа-ла-Гранде          | [ 15 ] |

## Історичні прапори
| Прапор | Дата                | Використання | Опис          |
| ------ | ------------------- | --- | ------------- |
|        | 1521–1843           | Прапор Іспанської імперії |               |
|        | 1810                | Прапор Хоакіна Інфанте, одного з найперших кубинських рухів за незалежність                                                                                           |               |
|        | 1823                | Прапор сонця Болівара, перший запланований прапор, використаний для планів боліварської Куби                                                                          |               |
|        | 1823                | Прапор сонця Болівара, перший прапор, використаний під час змови за боліварську Кубу                                                                                  |               |
|        | 1823                | Прапор сонця Болівара, другий прапор, який використовувався під час змови за боліварську Кубу                                                                         |               |
|        | 1873                | Неофіційний прапор кубинської автономії в 1873 році, який використовував Хесус Рабі                                                                                   |               |
|        | 1843–1873 1874–1898 | Прапор Іспанської Америки |               |
|        | 1873–1874           | Прапор Першої Іспанської республіки |               |
|        | 1847-1848           | Прапор Змови копальні кубинських троянд, анексіоністського руху під проводом Нарциско Лопеса між 1847 і 1848 роками                                                   |               |
|        | 1847                | Прапор руху Гаванського клубу, руху США за анексію Куби в 1847 році                                                                                                   |               |
|        | 1868–1878           | Прапор Сеспедеса Десятилітньої війни | [ 5 ]         |
|        |                     | Прапор революційної дирекції |               |
|        |                     | Прапор Революційної дирекції 13 березня | [ 16 ]        |
|        | 1953-1962           | Партійний прапор Руху 26 липня | [ 17 ]        |
|        |                     | Гюйс Куби, також відомий як прапор Яра або прапор Ла Демахагуа |               |
|        | 1959–1976           | Штандарт прем'єр-міністра Куби |               |
|        | 1898-1902 1906–1909 | Прапор Військового уряду Сполучених Штатів на Кубі |               |
|        | 1960                | Прапор 2506 бригади; спонсорована ЦРУ група кубинських вигнанців, сформована в 1960 році для спроби військового повалення кубинського уряду на чолі з Фіделем Кастро. | [ 18 ] [ 19 ] |
|        | 1933                | Прапор кубинської революції 1933 року | [ 20 ]        |

## Політичні прапори
| Прапор | Дата           | Вечірка | опис |
| ------ | -------------- | --- | ---- |
|        | 1965–дотепер   | Комуністична партія Куби |      |
|        | 1965–дотепер   | Ліга молодих комуністів, молодіжна організація Комуністичної партії Куби                                                         |      |
|        | 1925-1961      | Народна соціалістична партія |      |
|        | 1961–дотепер   | Альфа 66 |      |
|        | 1962–1970-ті   | Movimiento Nacionalista Cristiano, фалангістська організація, створена кубинськими вигнанцями                                    |      |
|        | 1962–1989      | прапор Movimiento Nacionalista Cubano, кубинської вигнанської 3-ї позиційної організації, яка здійснила кілька вбивств і вибухів |      |
|        | 1931-1952      | ABC |      |
|        | 2003-дотепер   | La Falange Cubana es |      |
|        | 2017-дотепер   | Лібертаріанська партія Куби |      |
|        |                | Організація піонерів «Хосе Марті»                                                                                                |      |
|        | 1930 - дотепер | Організація Autentica |      |

## Прапори будинку
| Прапор | Дата      | використання                      | опис |
| ------ | --------- | --------------------------------- | ---- |
|        | 1916-1956 | Кубинська судноплавна компанія es |      |